# Passerelle Saucy
Pour les articles homonymes, voir Passerelle.

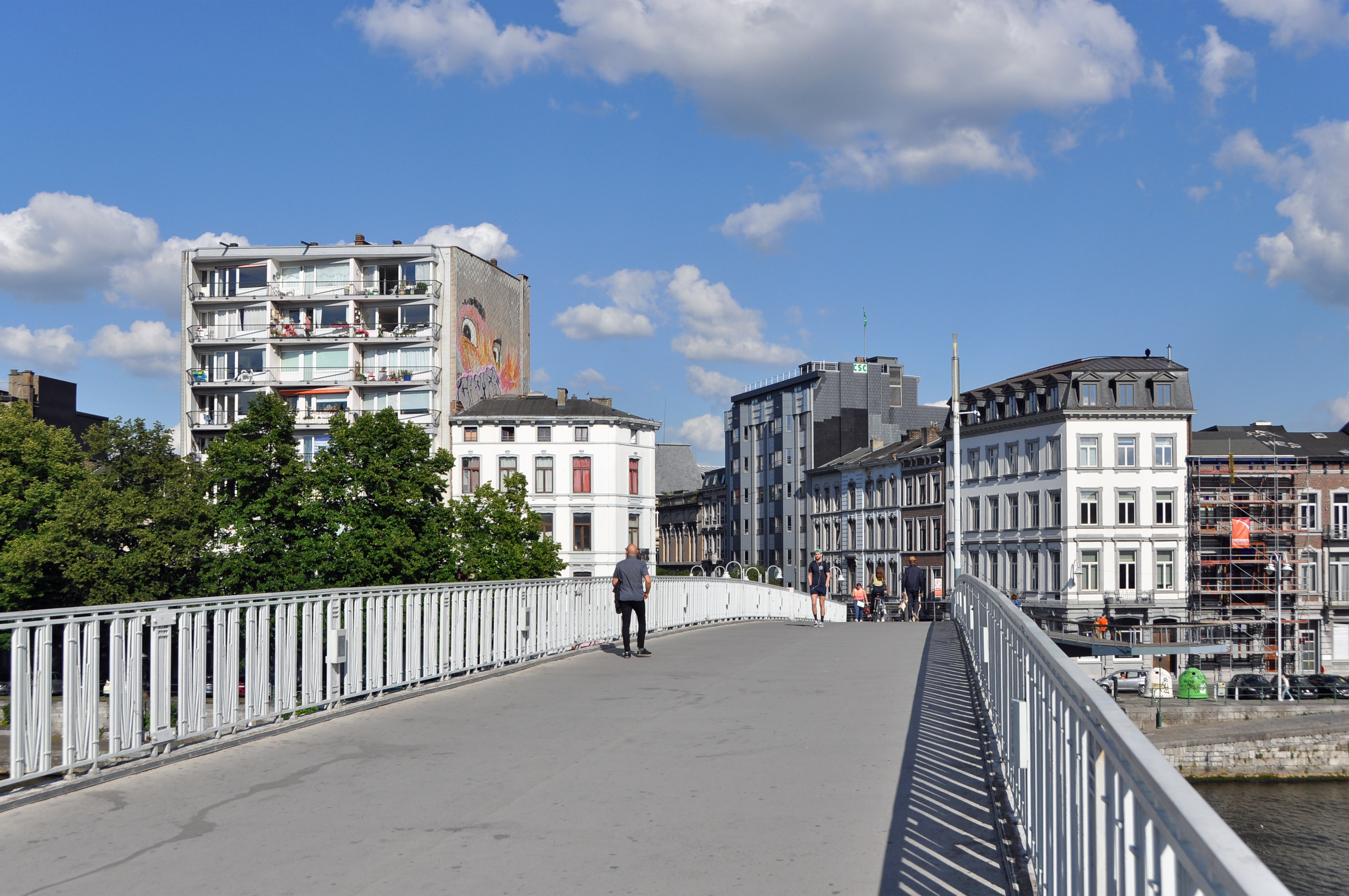
La Passerelle Saucy

La passerelle Saucy (ou passerelle de la Régence, ou plus simplement La passerelle) est un pont traversant la Meuse au centre de Liège

## Situation et accès
Située au centre de Liège, elle relie la rue de la Régence et le boulevard Saucy en traversant la Meuse.
Rues adjacentes
- Quai Roosevelt
- Rue de la Régence
- Quai Sur-Meuse
- Quai de Gaulle
- Boulevard Saucy
- Quai Édouard van Beneden

## Historique
Une première passerelle est érigée entre 1877 et 1880. Elle était composée de deux travées de 52 mètres de long et de 5,80 mètres de large.
La passerelle est détruite en mai 1940. Une nouvelle passerelle fut construite après la Seconde Guerre mondiale. Piétons et vélos l’empruntèrent dès 1949.
En 1987, on songe à remplacer la passerelle par un ouvrage sans pile pour assurer la mise au gabarit de 9 000 tonnes sur la Meuse à Liège. En effet, la courbure du fleuve entre le quai de Maastricht et le quai Sur Meuse, ainsi que la présence rapprochée des piles du pont des Arches et des piles de la passerelle, rendaient périlleuse la traversée de Liège pour les convois de cette importance. Ce projet n’a toujours pas abouti. Néanmoins, en 1994, l’apport de crédits européens (Feder) a permis d’entreprendre des travaux de rénovation de la passerelle.
Le 3 décembre 2008, une péniche "tanker" entre en collision avec un des piliers de la passerelle, et cause des dommages structurels. En 2011, des travaux de rénovation sont entrepris et dureront jusque début 2012. Cependant, durant la période du chantier la passerelle restera accessible.

### Projet de remplacement
En mars 2021, le SPW Mobilité et Infrastructures chargé des voies hydrauliques annonce que la passerelle va être démolie puis remplacée. L'objectif de ce remplacement est de faciliter la navigation des barges en supprimant les deux piles du pont en conservant une seule travée. Si le projet était attendu pour novembre 2023, à ce jour, le projet n'est toujours pas entamé.